# Злобин, Борис Алексеевич
Борис Алексеевич Злобин (9 ноября 1909, Екатеринбург, Пермская губерния — 9 августа 1980) — советский инженер. Лауреат Ленинской премии.

## Биография
Родился в семье служащего КВЖД Алексея Федоровича Злобина.
По окончании средней школы пошёл работать арматурщиком по железобетону. Участвовал в строительстве моста через реку Каменку, различных зданий. Занимал должность руководителя железобетонных работ в Прокопьевске (Кемеровская область), без отрыва от работы окончил курсы техников-строителей (1929).
С 1929 года работал в Новосибирске, техник-конструктор отдела по проектированию элеваторов конторы треста «Хлебстрой». Работал под руководством Ю. В. Кондратюка (1897—1941), одного из пионеров отечественной космонавтики. Познакомился и стал дружен с тогда ещё студентом Томского политехнического института Николаем Васильевичем Никитиным.
В начале 1930-х годов переехал в Москву, работал в институте «Теплоэлектропроект», начал учиться в Московском инженерно-строительном институте имени В. В. Куйбышева на вечернем отделении. Участник нескольких проектов под руководством Ю. В. Кондратюка. Увлекался изобретательством, синхронизировал будильник с пускателем электрочайника, разрабатывал промышленные желобные гибкие транспортёры, рассчитывал конструкции преднапряжённых деревянных балок, способных выдерживать сложные нагрузки. Получил авторское свидетельство на проект железобетонного башенного копра.
В сотрудничестве с Н. В. Никитиным, Л. А. Лифшицем, К. С. Шеманским и другими выполнил проект ветроэлектростанции в Крыму с преднапряженным вращающимся стальным ажурным стволом высотой 165 метров и диаметром 6,5 метра (дипломный проект Бориса Злобина, защищенный в 1935 году). В 1936 году строительство Крымской ВЭС было остановлено, на горе Ай-Петри до сих пор сохранился её огромный фундамент.
Борис Злобин — участник Великой Отечественной войны, инженер отдельного строительного батальона. Победу встретил в Кенигсберге, затем восстанавливал этот город.
В 1946 году демобилизовался. Продолжив работу в Теплоэлектропроекте, в 1952—1953 годах выполнил проекты ТЭЦ для Китая, за что получил два ордена КНР.
По приглашению Н. В. Никитина в апреле 1960 года перешёл в «Моспроект-1». С 1962 года работал над созданием Останкинской телевизионной башни, главный инженер проекта.

Могила Злобина

Похоронен на Кунцевском кладбище.

## Награды и звания
Ленинская премия (1970) вместе с Н. В. Никитиным, Д. И. Бурдиным, М. А. Шкудом, Л. Н. Щипакиным за проект Останкинской телевизионной башни.